# Heinrich II. Reuß zu Köstritz
Graf Heinrich II. Reuß zu Köstritz (* 31. März 1803 in Zeist bei Utrecht; † 29. Juni 1852 in Erfurt) war ein deutscher Adliger aus dem Hause Reuß-Köstritz. Er wurde am 30. Juni 1851 Fürst.

## Leben
Er war ein Sohn des Grafen Heinrich LV. Reuß zu Köstritz (* 1. Dezember 1768 in Köstritz; † 9. April 1846 in London), einem Prediger der Herrnhuter Brüdergemeine in Haverfordwest in Wales, aus dessen Ehe mit Maria Justine van Watteville (* 18. November 1762 in Herrnhut; † 21. Mai 1828 in London).
Er selbst lebte die meiste Zeit in Leipzig und war ein großer Musikliebhaber. Zu seinen Freunden zählten Felix Mendelssohn Bartholdy und Robert Schumann, der ihm seine Romanzen op. 28 widmete.
Nach seinem Tod wurde er am 5. Juli 1852 in der Pfarrkirche von Hohenleuben in der Familiengruft des Hauses Reuß-Köstritz beigesetzt.
Zu seinem Andenken veranlasste seine Witwe am 31. März 1853 die Errichtung eines „Rettungshauses“ für Kinder in Hohenleuben. Es wurde 1855 eingeweiht und 1950 als Landeskinderheim Hohenleuben weitergeführt.

## Familie
Am 4. August 1846 heiratete er in Castell die Gräfin Clothilde zu Castell-Castell (1821–1860). Robert Schumann widmete ihr seine 1852 erschienenen Drei Fantasiestücke op. 111. Der Ehe entstammen drei Söhne:
- Heinrich XVIII. Reuß zu Köstritz (1847–1911),
- Heinrich XIX. Reuß zu Köstritz (1848–1904) und
- Heinrich XX. Reuß zu Köstritz van Reichenfels (1852–1884).